# Trichocentrum bellanianum
Trichocentrum bellanianum, biljna vrsta iz porodice kaćunovki kojoj se kao moguća postojbina navodi Meksiko. 
Prvi puta opisana je 2012. kao Lophiaris bellaniana Königer, a 2014. je s ostalim vrstama uključena je u rod Trichocentrum. Po životnom obliku je epifit sa pseudolukovicom.

## Sinonimi
- Lophiaris bellaniana Königer